# Feodora zu Solms
Feodora zu Solms   (Baruth/Mark, 5 d'abril de 1920 - Viena, 23 de març de 2006) va ser una atleta alemanya de naixement, però nacionalitzada austríaca després del seu casament amb Gert Schenk el 1942, especialista en salt d'alçada, que va competir entre les dècades de 1930 i 1950.
El 1952 va prendre part en els Jocs Olímpics de Hèlsinki, on fou sisena en la prova del salt d'alçada del programa d'atletisme.
Com a alemanya guanyà una medalla de bronze en la prova del salt d'alçada al Campionat d'Europa d'atletisme de 1938 i el campionat alemany de 1939. Un cop nacionalitzada austríaca guanyà el títol nacional el 1948, 1951 i 1952. El 1961, quatre anys després d'enviudar del primer matrimoni, es va casar amb Karl Adolf Prinz von Auersperg.

## Millors marques
- Salt d'alçada. 1,64 metres (1938)[2]